# Pfaffengasse
Pfaffengasse ("Prästvägen") är ett folkligt namn i Tyskland på den av rika stift markerade västra Rhenstranden från Chur, Konstanz, Basel, Strasbourg, Speyer, Worms jämte Mainz och Trier till Köln.